# صنایع ویگ
صنایع ویگ (انگلیسی: WEG Industries) شرکت مهندسی صنایع برزیلی است، که در سال ۱۹۶۱ تأسیس شد.